# Динамовский
Дина́мовский — посёлок в Новобурасском районе Саратовской области России. Входит в состав Новобурасского муниципального образования.

## История
В 1984 году указом Президиума Верховного Совета РСФСР посёлок центральной усадьбы совхоза «Динамо» переименован в Динамовский.

## Население
| 2002 | 2010 |
| ---- | ---- |
| 754  | ↘723 |

## Улицы
| - ул. Горная, - ул. Дорожная, - ул. Лесная, - ул. Мирная, - ул. Молодёжная, | - ул. Народная, - ул. Новая, - ул. Рабочая, - ул. Садовая, - ул. Северная. |

## Фотогалерея

Виды посёлка
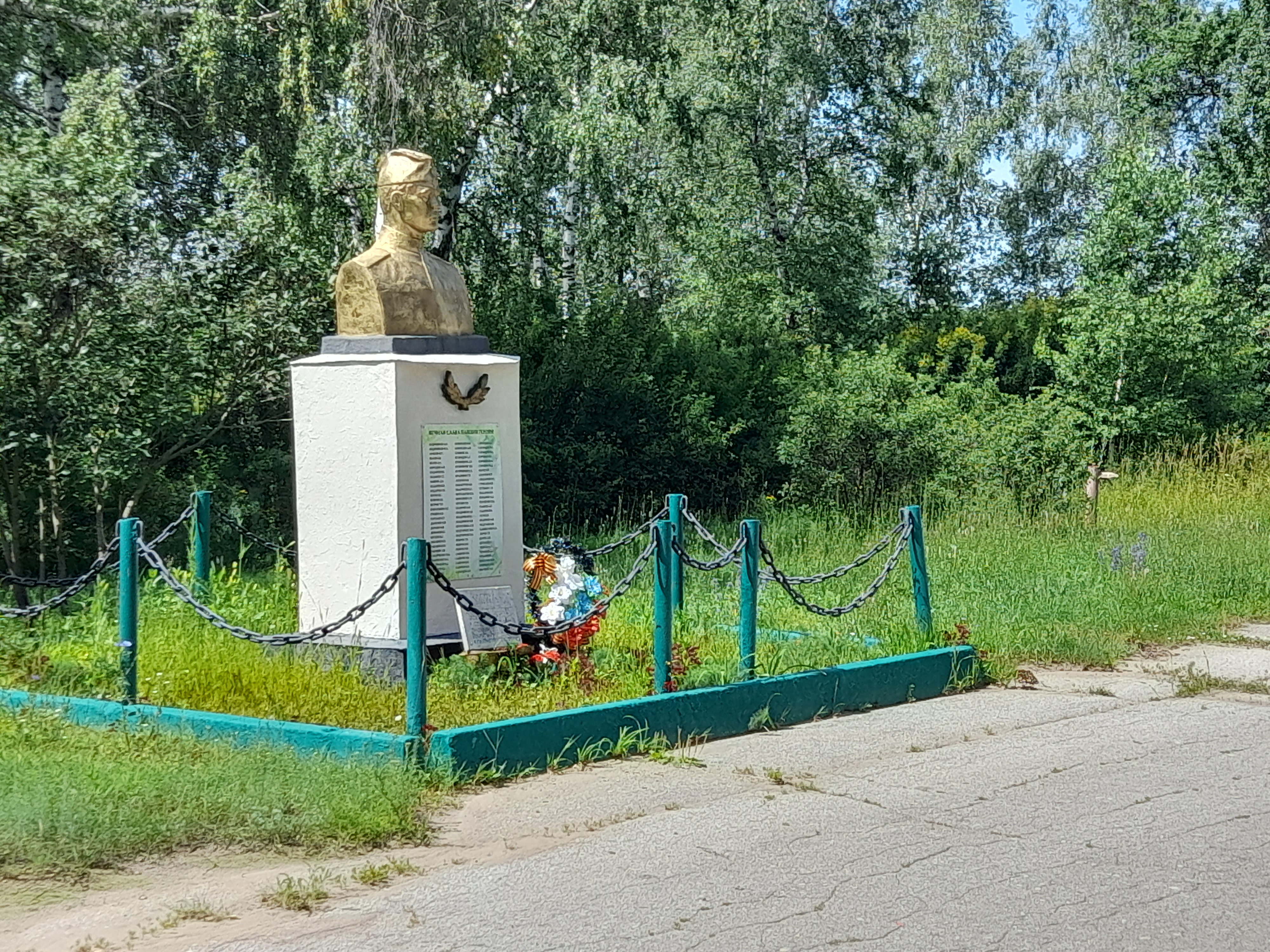
Монумент Солдат ВОВ
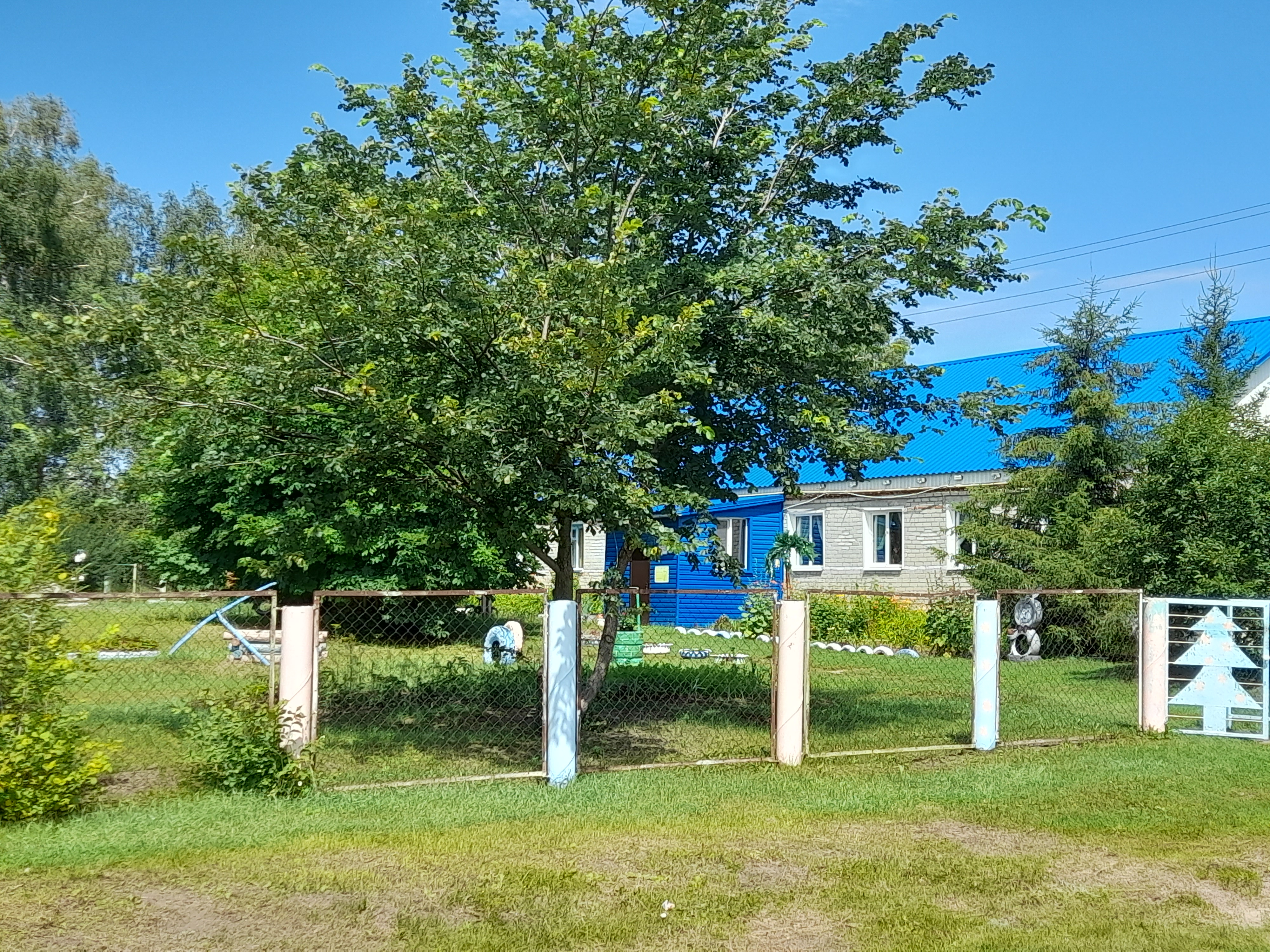
Детский сад
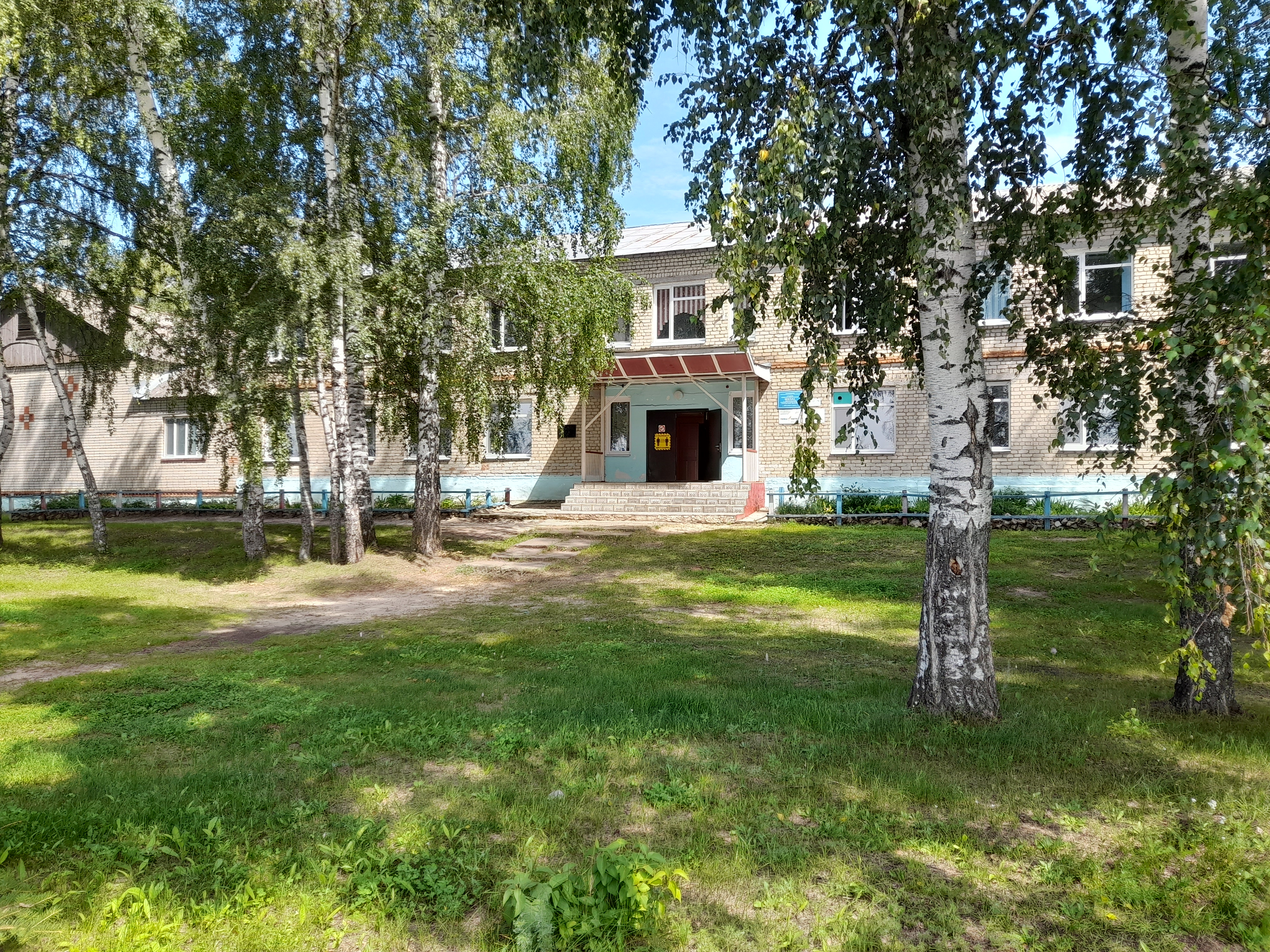
Школа
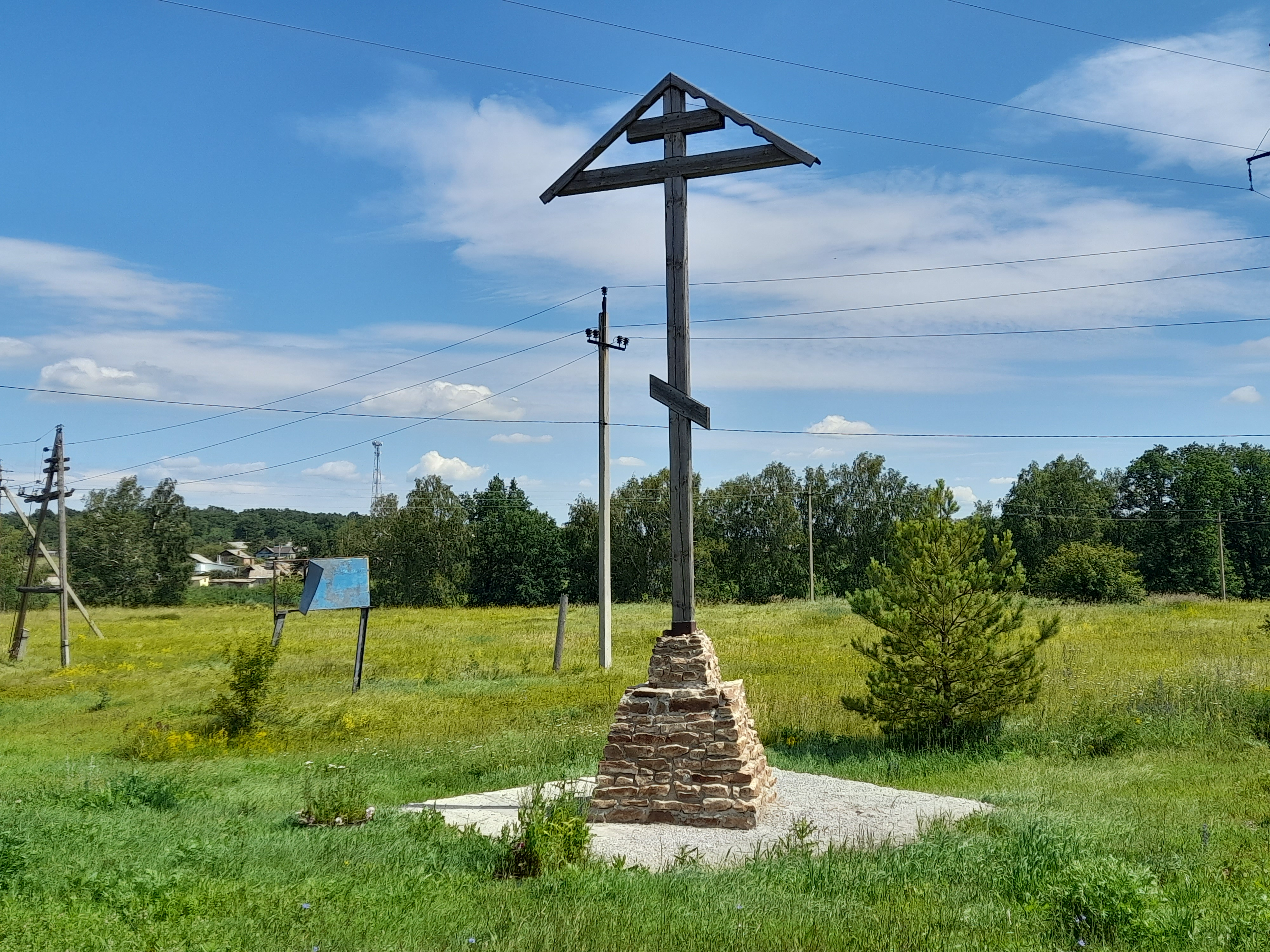
Поклонный крест
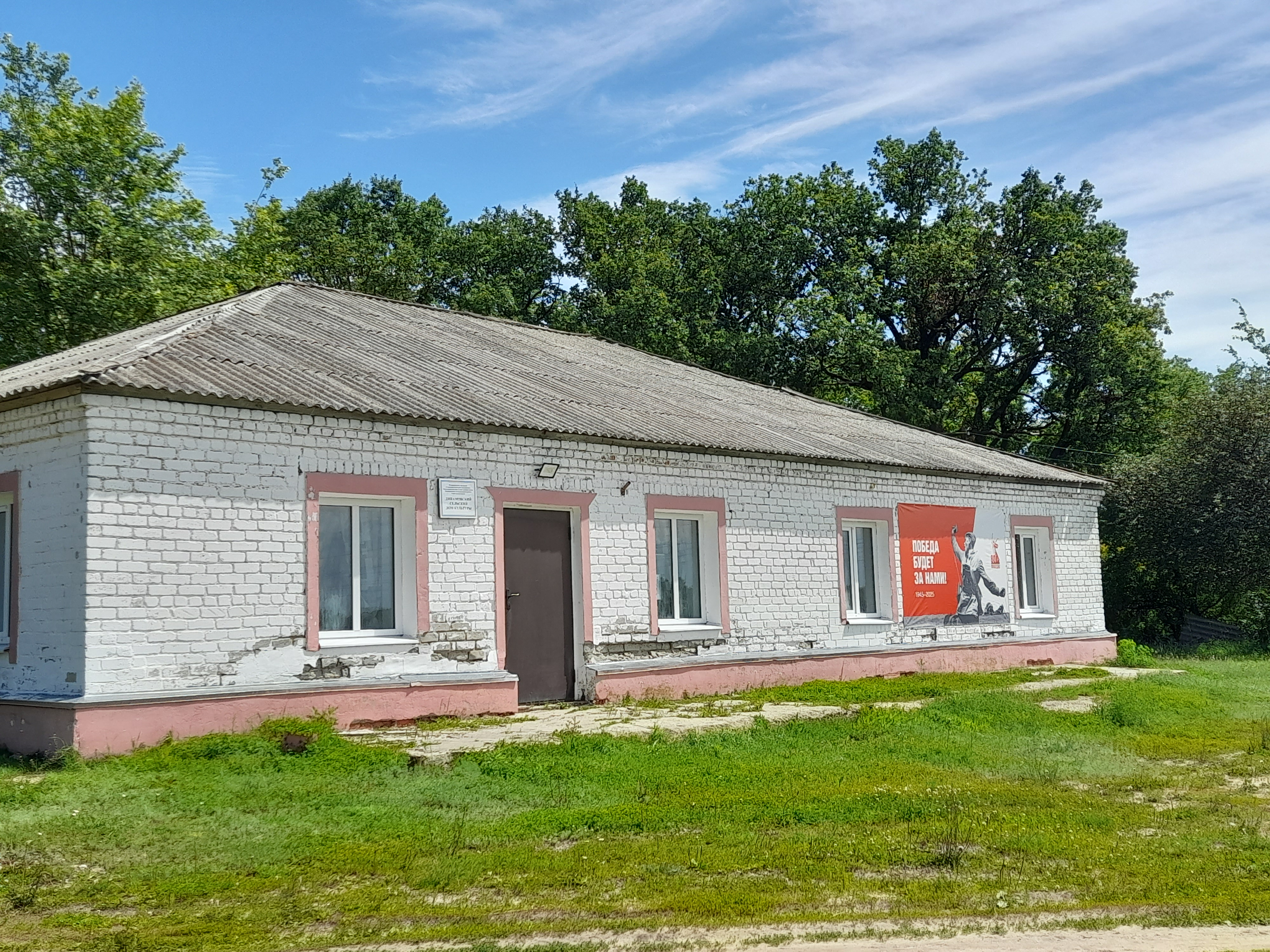
Дом культуры